# Danguya
- Commons
- Wikispecies

Danguya Benoist, segundo o Sistema APG II, é um gênero botânico da família Acanthaceae, natural de Madagascar.

## Espécie
O gênero apresenta uma única espécie:
- Danguya pulchella Benoist
- «Lista das espécies»

## Nome e referências
Danguya Benoist, 1930

## Classificação do gênero
| Sistema | Classificação                       | Referência            |
| ------- | ----------------------------------- | --------------------- |
| APG II  | Ordem Lamiales, família Acanthaceae | APweb, versão 9, 2008 |